# Tetsuya Chinen
Tetsuya Chinen (japanisch 知念 哲矢 Chinen Tetsuya; * 8. November 1997 in Naha, Präfektur Okinawa) ist ein japanischer Fußballspieler.

## Karriere
Tetsuya Chinen erlernte das Fußballspielen in den Jugendmannschaften vom Makaima Maji FC und dem Shikina FC, den Schulmannschaften der Ishida Jr. High School und der Nagasaki Institute of Applied Science High School sowie der Universitätsmannschaft der Kinki-Universität. Seinen ersten Vertrag unterschrieb er 2020 beim FC Ryūkyū. Der Verein, der in der Präfektur Okinawa beheimatet ist, spielte in der zweiten japanischen Liga, der J2 League. Sein Zweitligadebüt gab er am 11. Juli 2020 im Heimspiel gegen Tokushima Vortis. Hier stand er in der Startelf und wurde in der 88. Minute für Ryōji Fukui ausgewechselt. Nach insgesamt 36 Ligaspielen für Ryūkyū wechselte er Anfang Januar 2022 zum Erstligisten Urawa Red Diamonds. 2022 gewann er mit seinem neuen Verein den japanischen Supercup. Das Spiel gegen den Meister von 2021, Kawasaki Frontale, gewann man am 12. Februar durch zwei Tore von Ataru Esaka mit 2:0. Hier kam er jedoch nicht zum Einsatz. Nach insgesamt neun Ligaspielen wechselte er im Januar 2024 zum Zweitligisten Vegalta Sendai. Nach sieben Ligaspielen wechselte er im August 2024 auf Leihbasis zum Drittligisten Ōmiya Ardija. Am Ende der Saison 2024 feierte er mit dem Verein die Drittligameisterschaft sowie den Aufstieg in die zweite Liga. Die Spielzeit 2025 wurde er an den Zweitligisten Mito Hollyhock verliehen.

## Erfolge
Ōmiya Ardija
- Japanischer Drittligameister: 2024  ▲